# Immunophiline
Bei Immunophilinen handelt es sich um Proteine, die im Inneren tierischer wie auch pflanzlicher Zellen vorkommen. Bisher sind 7 humane Immunophiline bekannt. Sie sind in zahlreichen Organen zu finden, besonders hohe Konzentrationen sind im Gehirn festzustellen. Immunophiline sind z. B. Cyclophilin und FKBP.

## Aufgaben im Organismus
- Besondere Bedeutung erlangten Immunophiline im Zusammenhang mit dem Wirkungsmechanismus der Immunsuppressiva Ciclosporin und Tacrolimus, für die sie gleichsam als intrazelluläre Rezeptoren fungieren. Der Komplex aus Immunophilin und Immunsuppressivum löst eine Reaktionskaskade aus, die die Vermehrung der T-Zellen und damit die Immunantwort auf körperfremde Antigene hemmt. Von dieser Funktion lässt sich auch die Bezeichnung Immunophilin ableiten.
- Offenbar unabhängig von oben genanntem Mechanismus sind Immunophiline auch Enzyme. Als solche katalysieren sie die Umwandlung der cis- und trans-Isomere von Peptidyl-Prolyl-Bindungen in Peptid- und Proteinsubstraten.